# جنگجویان صلیبی (فیلم ۱۹۱۸)
جنگجویان صلیبی (انگلیسی: The Crusaders) فیلمی صامت در سبک تاریخی است که در سال ۱۹۱۸ منتشر شد.